# Meistera mizoramensis
Meistera mizoramensis là một loài thực vật có hoa trong họ Gừng. Loài này được Mamiyil Sabu, V. P. Thomas và Vanchhawng L. mô tả khoa học đầu tiên năm 2013 dưới danh pháp Amomum mizoramense. Năm 2018, Jana Leong-Škorničková và Mark Newman chuyển nó sang chi Meistera mới được phục hồi.

## Phân bố
Loài này có trong khu vực đông bắc Ấn Độ (bang Mizoram).